# تماس گیرنده (فیلم ۲۰۱۱)
تماس گیرنده (به انگلیسی: The Caller) یک فیلم سینمایی در ژانر ترسناک فراطبیعی محصول مشترک بریتانیا و پورتوریکو که در سال ۲۰۱۱ به کارگردانی متیو پارکهیل و نویسندگی سرجیو کاسکی با بازی راشل لفو، استیون مویر و لرنا ریور منتشر شده‌است. این فیلم به‌طور کامل در پورتوریکو فیلمبرداری شده‌است.

## داستان
یک زن مطلقه که دوباره زندگی خود را رو به راه کرده به خانه جدید نقل مکان می‌کند تا راحت تر با زندگی کنار بیاید ولی او می‌خواهد با شخص غریبه‌ای که به او زنگ می‌زند و تهدیدش می‌کند چه کار می‌خواهد بکند؟ …

## تولید
بریتانی مورفی در ابتدا به عنوان مری کی انتخاب شد، اما تولید را رها کرد و راشل لفو جایگزین او شد.